# Бетлинг, Виктор Эдуардович
Ви́ктор Эдуа́рдович Бе́тлинг (1882 — 1919) — участник Первой мировой войны и Белого движения на Юге России, штабс-капитан, первопоходник.
Известен тем, что, рискуя жизнью, спас 27 августа 1917 года так называемую «Бердичевскую группу» генералов (А. И. Деникин, С. Л. Марков, И. Г. Эрдели и др.), арестованных по приказу А. Ф. Керенского за участие в Корниловском выступлении, от самосуда толпы и взбунтовавшихся солдат бердичевского гарнизона и обеспечил их беспрепятственный перевод в тюрьму города Быхова.

## Биография
Православный. Сын потомственного дворянина. Уроженец Таврической губернии, г. Симферополь. Общее образование получил дома.
В 1912 году окончил Одесское военное училище, откуда выпущен был подпоручиком в 17-й пехотный Архангелогородский полк, в рядах которого вступил в Первую мировую войну. Был ранен, за боевые отличия награждён пятью орденами. Произведен в поручики 31 декабря 1915 года за выслугу лет, в штабс-капитаны — 26 мая 1916 года.
В 1917 году был офицером юнкерского батальона 2-й Житомирской школы прапорщиков. Добился от начальства школы 27 августа 1917 года лично возглавить конвойную команду для переправки арестованной за участие в Корниловском выступлении «Бердичевской группы» генералов, чем защитил их от самосуда толпы.
Одним из первых в ноябре 1917 года вступил в Добровольческую армию, участвовал в Первом и Втором Кубанском походах, штурме Екатеринодара 30 апреля 1918 года. Дважды ранен в боях с Красной Армией. За заслуги был назначен Деникиным командиром Особой офицерской роты при Ставке Главнокомандующего ВСЮР.
Умер от сыпного тифа 22 февраля 1919 года. Место захоронения неизвестно.

## Отзывы
А. И. Деникин отзывался о штабс-капитане Бетлинге следующим образом:

Неожиданная встреча: Идет с беспомощно повисшей рукой — перебита кость — штабс-капитан Бетлинг. Спаситель «Бердичевской группы генералов», начальник юнкерского караула в памятную ночь 27 августа. Притерпелось или пересиливает боль, но лицо веселое. Усадил его на скамейку, поговорили.
У Бетлинга типичный формуляр офицера-первопоходника:

Геройски дрался с немцами и был ими ранен.

В числе первых поступил на должность рядового в Добровольческую армию.

Геройски дрался в кубанском походе и дважды был ранен большевиками.

С одной здоровой рукой продолжал службу после похода и умер от сыпного тифа.

Мир его душе!

## Награды
- Орден Святой Анны 4-й ст. с надписью «за храбрость» (ВП 3.01.1915)
- Орден Святой Анны 3-й ст. с мечами и бантом (ВП 1.06.1915)
- Орден Святого Станислава 2-й ст. с мечами (ВП 13.03.1916)
- Орден Святого Владимира 4-й ст. с мечами и бантом (ПАФ 17.03.1917)
- Орден Святой Анны 2-й ст. с мечами (ПАФ 22.03.1917)